# 貝爾維爾 (堪薩斯州)
貝爾維爾（英語：Belleville）是一個位於美國堪薩斯州里帕布利克縣的城市。同時該地也是里帕布利克縣的縣治。

## 地方資料
貝爾維爾的座標為39°49′25″N 97°37′49″W / 39.82361°N 97.63028°W，而該地的海拔高度為472米（即1549英尺）。根據2010年美國人口普查，該地共人口2007人，而該地的面積約為5.39平方千米。